# Ammalo megapyrrha
Ammalo megapyrrha är en fjärilsart som beskrevs av Walker 1865. Ammalo megapyrrha ingår i släktet Ammalo och familjen björnspinnare. Inga underarter finns listade i Catalogue of Life.